# Le Petit Menec
Le Petit Menec gehört neben Le Menec, Kermario und Kerlescan zu den „Alignements von Carnac“. Le Petit Menec liegt nördlich La Trinité-sur-Mer im Département Morbihan in der Bretagne in Frankreich.
Möglicherweise bildeten die Steinreihen von Le Petit Menes und Kerlescan einmal eine Einheit, die durch die Anlage von Dörfern und Straßen zerschnitten wurde.

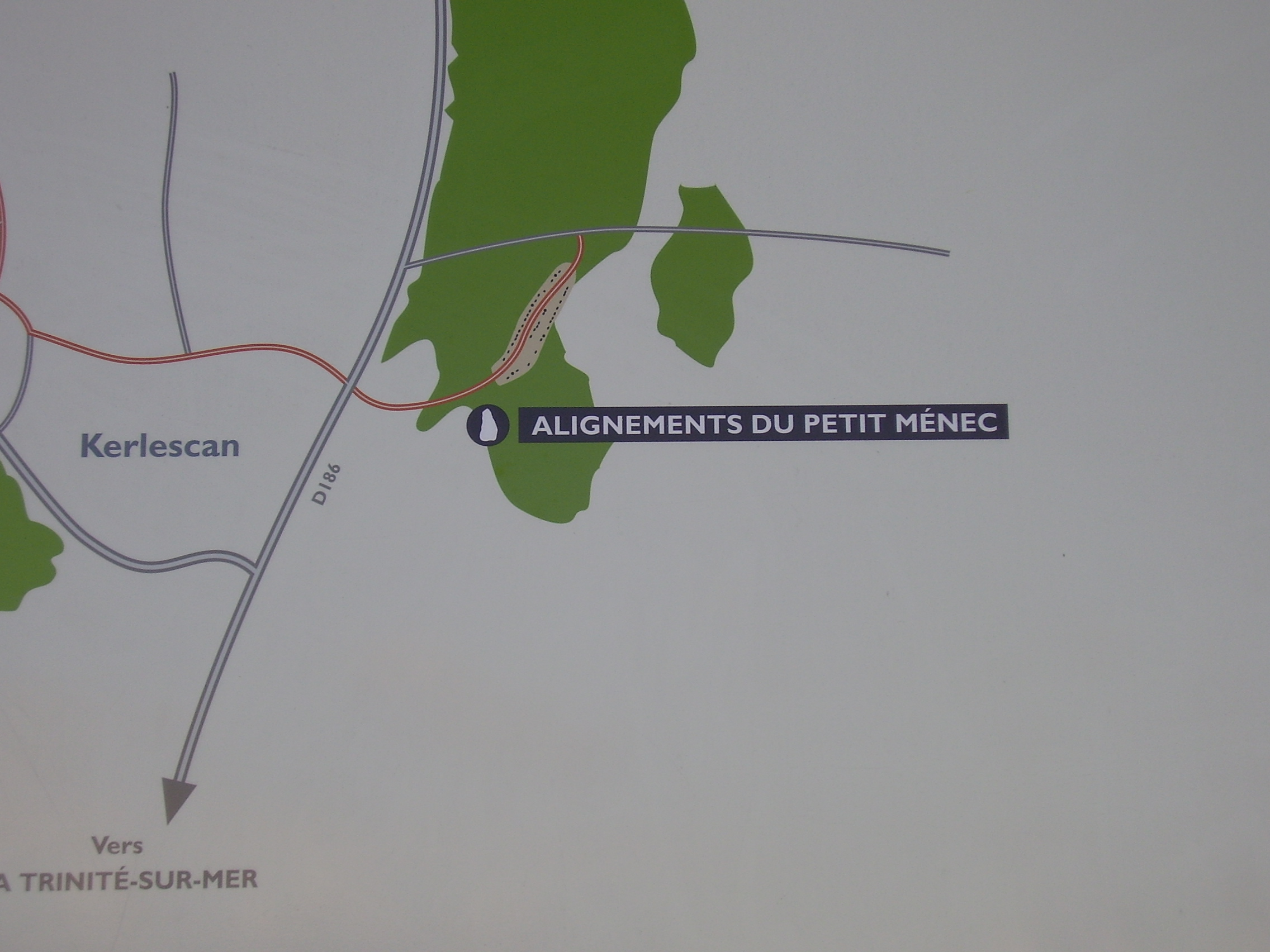
Plan von Petit Menec

Le Petit Menec ist relativ gut erhalten und liegt mit seinen acht fächerartigen Reihen mit rund 100 Steinen in einer recht morastigen Gegend im Wald. Es waren einmal über 250 Menhire, aber in der Mitte des 19. Jahrhunderts verwendete man diese für den Bau des Leuchtturms auf der Belle-Île. Die Anordnung in Fächerform bezeugt gegenüber den anderen Reihen die Vielfalt megalithischer Konstruktionen.